# CD Baby

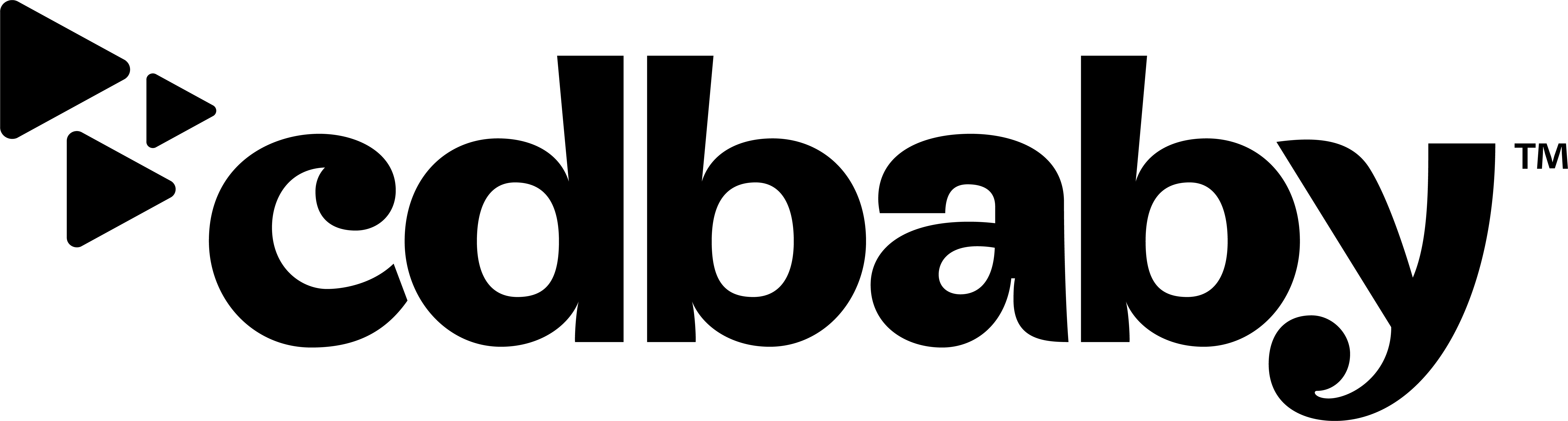
CD Baby Logo 2019

CD Baby ist ein 1998 gegründeter US-amerikanischer Online-Händler für Musik-CDs unabhängiger Musiker ohne Plattenvertrag. Obwohl die Hauptbasis der Vertrieb von CDs ist, werden auch DRM-freie Musikstücke im MP3-Format vertrieben. Seit März 2020 ist der Vertrieb von CDs über den Onlinestore an Endkunden eingestellt, der Vertrieb an den Großhandel lief bis zum 22. Juni 2023 weiter.

## Geschichte
Das Unternehmen wurde 1998 von dem Musiker Derek Sivers in Woodstock, New York gegründet und hat seit 2001 seinen Sitz in Portland, Oregon, USA. In 2018 expandierte CD Baby nach New York City und London. 2004 wurden die ersten Alben in digitaler Form über iTunes vertrieben. 2008 wurde bekannt, dass die Firma Disc Makers CD Baby für 22 Millionen Dollar gekauft hat. 2019 wurde CD Baby für 200 Millionen Dollar an Downtown verkauft. Im selben Jahr wurde nach Afrika expandiert.
Seit 2015 veranstaltet CD Baby die DIY Musician Conference an verschiedenen Orten in den USA.
CD Baby beschäftigt heute etwa 80 Mitarbeiter.
Das Unternehmen hat bis heute mehr als 245.000 Künstlern die Möglichkeit geboten, CDs zu veröffentlichen. Es wurden mehr als 4,6 Millionen CDs verkauft. 2020 zahlte CD Baby 125 Millionen US-Dollar an ihre Künstler aus. CD Baby ist einer von fünf von Apple besonders empfohlenen Vertrieben. CD Baby stellte zum 22. Juni 2023 den CD- und Vinyl-Vertrieb komplett ein.

## Firmenprinzipien

### Musiker
Das Unternehmen vertrieb CDs beliebiger Künstler, die CDs wurden weder selektiert noch qualitativ bewertet. Es gab keine Mindestverkaufsmengen, auch lediglich eine verkaufte CD pro Jahr führten nicht zum Ausschluss.
Die Künstler erhalten wöchentlich die erzielten Einnahmen ausgezahlt. Der Zeitpunkt, zu dem die verschiedenen Plattformen auszahlen, ist aber unterschiedlich und kann sich bis zu einem Jahr hinziehen.
CDBaby speist die Musik der Musiker auf Wunsch nicht nur auf Streaming- und Downloadplattformen, sondern auch in Content ID Systeme von Facebook, Instagram und YouTube und bietet mit CDBabyLicensing eine eigene Lizenzplattform an.

### Verkaufsprovisionen
Das Unternehmen behält 4 US-Dollar pro verkaufter CD ein und gibt Händlern 20 % Großhandelsrabatt auf den UVP, außerdem werden 29 $ als einmalige Einrichtungsgebühr für ein Album und 9,95 $ für eine Single verlangt. Zusätzlich musste bis 2022 ein Barcode, der bis zu 30 US-Dollar betragen kann, gekauft werden, solang keiner schon vorhanden war. Seit Ende 2022 ist der Barcode im distribution Preis inbegriffen. Die Preisgestaltung des UVPs der CDs ist den Künstlern selber überlassen. Die Preisgestaltung der Downloads wird von CDBaby und den Portalen bestimmt.

### Eigener CD Store
Bis März 2020 hat CDBaby einen eigenen CD Store betrieben, wo man neben der CD oder LP auch die Musik downloaden konnte. Heute können nur noch Downloadcodes bei CDBaby direkt eingelöst werden.

## Bekannte Musiker
Dazu gehören beispielsweise Aloe Blacc, Tom Russell sowie Jack Johnson und Regina Spektor, die CDs vor ihren Plattenverträgen bei CD Baby verkauft haben. Bekannter ist evtl. auch Bird York, die bereits für eine Filmmusik zu L.A. Crash eine Oscar-Nominierung erhalten hat. Das "Grey Album" von "The Quarrymen", der Band aus der die Beatles hervorgegangen sind, wird ebenfalls über CD Baby vertrieben.

### Labels
Auch Independent-Label nutzen CD Baby. So nutzte z. B. das deutsche Label Vier Sterne Deluxe Records, von 2016 bis 2024 oder das Britische Label Chocolate Fireguard CD Baby als Distributionsplattform.